# Dasylobus amseli
Dasylobus amseli is een hooiwagen uit de familie echte hooiwagens (Phalangiidae).